# Allée Federico-García-Lorca
Allée Federico-García-Lorca är en gata i Quartier des Halles i Paris första arrondissement. Gatan är uppkallad efter den spanske poeten och dramatikern Federico García Lorca (1898–1936). Allée Federico-García-Lorca börjar vid Rue Baltard och slutar vid Allée André-Breton.

## Omgivningar
- Saint-Eustache
- Hallarna
- Jardin Nelson-Mandela
- Place Carrée
- Palais-Royal

## Bilder
| - Federico García Lorca. - Saint Eustache. - Place Carrée. |

## Kommunikationer
- Tunnelbana – linjerna  – Les Halles

### Webbkällor
- ”Allée Federico-García-Lorca”. Mairie de Paris. https://web.archive.org/web/20160303201829/http://www.v2asp.paris.fr/commun/v2asp/v2/nomenclature_voies/Voieactu/3864.nom.htm. Läst 11 september 2022.